# Pierre Deval (consul)
Pierre Deval, né à Constantinople le 28 octobre 1758, et mort à Villiers-le-Bel le 23 août 1829, est un consul général de France nommé à Alger, capitale de la régence d'Alger, de décembre 1791 à juillet 1792, et de septembre 1814 à juin 1827.

## Biographie
Fils d'Alexandre-Philibert Deval, drogman du Levant à Constantinople, et de Catherine Mille, Pierre Deval entre le 27 août 1765 au collège de Clermont, futur lycée Louis-le-Grand comme « jeune de langues », et en sort diplômé le 8 août 1774. Il est nommé pour son premier poste drogman à Seyde et exerce par la suite ses fonctions à Lattaquié, Alep et à Alexandrie en tant que chancelier. Nommé vice-consul à Bagdad le 27 août 1786. Réfugié à Constantinople pendant toute la période révolutionnaire, il rentre en France en 1803 et y reste jusqu'en 1814. 

### Le «coup d'éventail» du dey Hussein
Le 12 septembre 1814, il est nommé consul général à Alger. Le 30 avril 1827, le dey Hussein apprend que l'établissement français La Calle est fortifié sans son consentement, et convoque Pierre Deval. Hussein exige le remboursement de la dette au consul de France, qui n'ayant pas de pouvoir décisionnel ne retransmet que le message du roi de France Charles X. Fou de rage, le dey lui assène trois coups de chasse-mouche. Cet affront provoque le blocus des côtes algériennes par la France et le retour de Deval en France (juin 1827) , prélude à la conquête de l'Algérie.
Lorsqu'il rentre en France, en juillet 1827, Pierre Deval découvre qu'il est atteint du paludisme, maladie dont il décède en France en août 1829.

## Famille
Alexandre-Philibert Deval a eu sept enfants, dont Mathieu-Antoine et Constantin-Henri, tous deux interprètes en français.